# 福德坑
福德坑，是臺灣新北市三峽區的一個地名，位於該區西北部三峽河西岸支流中埔溪上游土地公坑溪一帶。以行政區而言，範圍大致為弘道里不含最東端及最北端。

## 歷史
台灣清治末期至日治初期，福德坑地區為一街庄，稱為「福德坑庄」，隸屬於海山堡。該庄西北與茅埔庄、鳶山庄為鄰，東北與中埔庄為鄰，東與蔴園庄為鄰，東南邊為大埔庄、山員潭仔庄，西南邊為烏塗窟庄。
1901年（日治明治三十四年）11月，該庄隸屬於桃園廳，編入第十九區。1905年（明治三十八年）7月，第十九區改稱「三角湧區」。1920年（大正九年），該庄改制為「福德坑」大字，隸屬於臺北州海山郡三峽街。
戰後三峽街改制為三峽鎮，隸屬於臺北縣，大字亦改制為里。2010年12月，臺北縣升格為新北市，三峽鎮改制為三峽區。

## 交通
鄉道北81線（大同路、弘道路）是中埔至福德坑山區的道路，也是福德坑地區主要連絡道路，往東北可至中埔東側與鄉道北85線（中園街）相交，續行大同路經過八安大橋可與省道台3線（中正路一段）相交。